# Elisabeth Neumann-Viertel

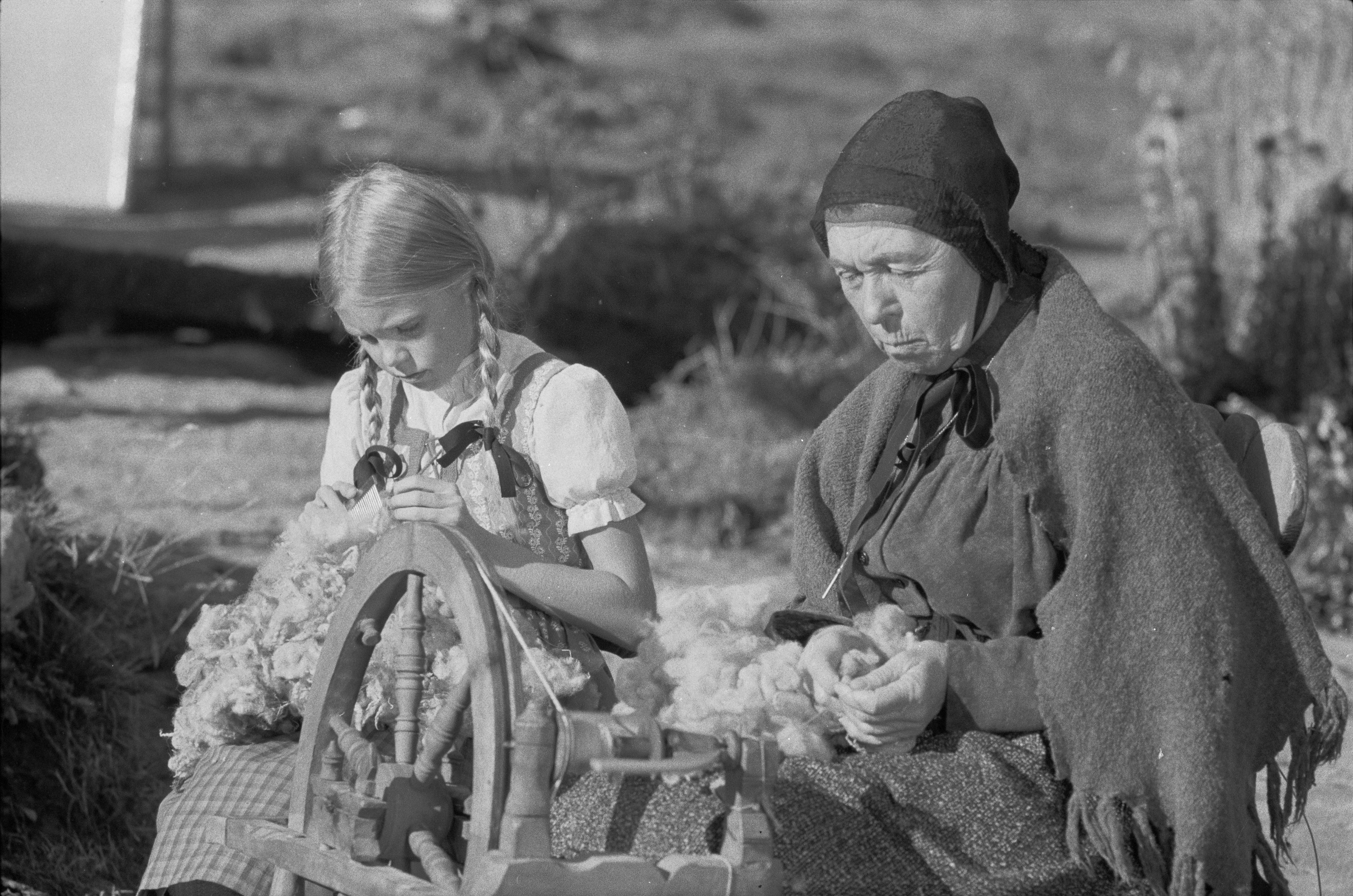
Elisabeth Neumann-Viertel (rechts) und Jennifer Edwards, bei den Dreharbeiten von Heidi kehrt heim (1967)

Elisabeth Neumann-Viertel (* 5. April 1900 in Wien, Österreich-Ungarn; † 24. Dezember 1994 ebenda) war eine österreichische Schauspielerin.

## Leben
Elisabeth Neumann-Viertel wuchs als Elisabeth Neumann in Wien auf und ließ sich nach Beendigung ihrer Schulzeit von Otto Falckenberg und Kläre Weisenberg zur Schauspielerin ausbilden. Ihr Bühnendebüt gab sie an den Münchner Kammerspielen, wo sie 1921 ihr erstes Engagement erhielt. Von 1923 bis 1933 spielte sie an verschiedenen Bühnen in Berlin (z. B. Volksbühne, Preußisches Staatstheater), bevor sie 1933 nach Wien ging und schließlich über England 1938 in die USA kam. Dort trat sie am New Yorker Broadway auf und wirkte in zahlreichen Spielfilmen mit.
1949 kehrte Neumann-Viertel nach Europa zurück und gastierte an verschiedenen Bühnen in Deutschland und Österreich. Engagements hatte sie u. a. zunächst von 1949 bis 1953 wiederum an den Münchner Kammerspielen, danach am Bayerischen Staatsschauspiel in München, am Schauspielhaus Düsseldorf sowie in Wien am dortigen Burgtheater und im Theater in der Josefstadt. Außerdem trat sie bei den Salzburger Festspielen auf.
Auf der Bühne sah man Elisabeth Neumann-Viertel in zahllosen klassischen Stücken, wie z. B. 1921 in Einen Jux will er sich machen von Johann Nestroy an der Seite von Elisabeth Bergner, als Eve in Kleists Der zerbrochene Krug, als Puck im Sommernachtstraum von William Shakespeare oder in Leopold Jessners letzter Berliner Inszenierung im Jahr 1933, der Uraufführung des Stückes Rosse von Richard Billinger. 1951 und 1953 spielte sie unter der Regie von Fritz Kortner, an dessen Berliner Bühnen Neumann-Viertel bereits vor der Machtübernahme durch die Nationalsozialisten aufgetreten war.

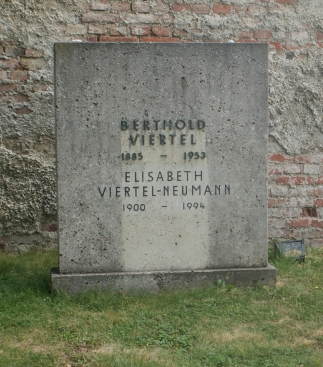
Grabstätte von Elisabeth Neumann–Viertel

1926 stand Elisabeth Neumann-Viertel zum ersten Mal vor der Kamera in dem Film Schwester Veronica. In Fritz Langs M sah man sie 1931 als Prostituierte. Ab den späten 1950er Jahren wirkte sie auch häufig im Fernsehen, so z. B. mit Gastauftritten im Tatort und bei Derrick oder in der ARD-Vorabendserie Fußballtrainer Wulff. 1972 spielte sie die Rolle des Frl. Schneider in dem oscarprämierten US-amerikanischen Spielfilm Cabaret. In der TV-Serie Ein echter Wiener geht nicht unter spielte sie in einigen Folgen die Nachbarin der Familie Sackbauer. Ihre letzte Fernseharbeit war 88-jährig die Rolle der Großmutter in dem Film Wie kommt das Salz ins Meer?.
Elisabeth Neumann-Viertel arbeitete auch für den Hörfunk, so in der 1973 entstandenen Produktion Der Mord  im Opernhaus von Karl Bogner, ein Kriminalfall, der auf einer wahren Begebenheit beruht.
Drei Jahre nach ihrem Tod erschien im März 1997 das Buch Du mußt spielen: Das schöne Leben der Schauspielerin Elisabeth Neumann-Viertel mit dem Zusatz Autobiographische Erinnerungen aufgezeichnet von einem alten Freund.
Elisabeth Neumann-Viertel war ab 1930 mehrere Jahre mit dem Psychoanalytiker Siegfried Bernfeld verheiratet. Ab 1940 lebte sie mit dem Schriftsteller Berthold Viertel zusammen, den sie 1949 heiratete. Sie ruht auf dem Wiener Zentralfriedhof (Gruppe 0, Reihe 1, Nummer 104), an der Seite ihres Gatten.

## Filmografie (Auswahl)
- 1926: Schwester Veronika
- 1927: Grand Hotel …!
- 1927: Der fröhliche Weinberg
- 1927: Doña Juana
- 1930: Der Mörder Dimitri Karamasoff
- 1931: M
- 1943: The Strange Death of Adolf Hitler
- 1945: Das Haus in der 92. Straße (The House on 92nd Street)
- 1954: Ewiger Walzer
- 1956: Beichtgeheimnis
- 1958: … und nichts als die Wahrheit
- 1961: Geheime Wege (The Secret Ways)
- 1961: Der jüngste Tag
- 1961: Bridge mit Onkel Tom
- 1961: Stadt ohne Mitleid (Town Without Pity)
- 1964: Geschichten aus dem Wienerwald
- 1966: Italienische Nacht
- 1967: Bericht eines Feiglings
- 1967: Das Kriminalmuseum – Die Zündschnur
- 1967: Umsonst
- 1968: Heidi kehrt heim
- 1968: Madame Legros
- 1970: Tatort: Saarbrücken, an einem Montag …
- 1971: Chopin-Express
- 1972: Fußballtrainer Wulff – Irrtum, Herr Professor
- 1972: Cabaret
- 1973: Kara Ben Nemsi Effendi
- 1973: Fußballtrainer Wulff – Der Sündenbock
- 1974: Die Akte Odessa
- 1977: Ein echter Wiener geht nicht unter – Der Hausabbruch
- 1978: Derrick – Solo für Margarete
- 1978: Ein echter Wiener geht nicht unter – Großvater
- 1979: Das Geheimnis der eisernen Maske (The 5th Musketeer)
- 1980: Der Ringer (The American Success Company)
- 1980: Land, das meine Sprache spricht
- 1983: Peppermint Frieden
- 1984: Die Libelle (The Little Drummer Girl)
- 1988: Wie kommt das Salz ins Meer?

## Hörspiele (Auswahl)
- 1961: Ernst Hagen: Die Marie. Die Geschichte eines einfachen und tapferen Herzens – Regie: Joseph Strobl (Original-Hörspiel – BR)
- 1973: Karl Bogner: Mord im Opernhaus. Ein Kriminalfall aus dem Jahr 1963. Aus den Akten des Wiener Sicherheitsbüros (Frau Lasch) – Regie: Karl Bogner (Originalhörspiel, Kriminalhörspiel – BR)
- 1976: Wolfgang Kudrnofsky: Oh, Warenhaus - oh, Warenhaus... – Regie: Wolfgang Kudrnofsky (Originalhörspiel – ORF Wien)
- 1977: Heide Voitl: Die Reise (alte Frau) – Regie: Ferry Bauer (Hörspiel – ORF Oberösterreich)
- 1978: Oskar Zemme: Mennige/Die Klingel (b) – Regie: Ferry Bauer (Hörspiel – ORF Oberösterreich/SFB)

Quellen: Ö1-Hörspieldatenbank für die österreichischen und ARD-Hörspieldatenbank für die deutschen Produktionen